# مصطفى الأحمر
مصطفى الأحمر هو باي مستغانم وحاكم بايلك الغرب ضمن أيالة الجزائر في العهد العثماني. امتد حكمه حتى سنة 1775 ليخلفه من معسكر إبراهيم باي.